# Andromeda XVIII
Andromeda XVIII, scoperta nel 2008, è una galassia nana sferoidale (dSph) (priva di anelli, con bassa luminosità, contenente molta materia oscura, con scarsa quantità di gas e polvere), satellite della Galassia di Andromeda (o M31).
È una delle 17 galassie nane attualmente conosciute che orbitano intorno a M31. Le galassie orbitano vicino ad un piano che attraversa il centro galattico della Galassia di Andromeda.